# Тангерман, Гейнц
Гейнц Тангерман (нем. Heinz Tangermann; 25 апреля 1912, Дальхерда, Герсфельд, Германская империя — 28 марта 1999, Бад-Херсфельд, Германия) — унтерштурмфюрер СС, командир части айнзацкоманды 9 в составе айнзагруппы B и осуждённый военный преступник.

## Биография
Гейнц Тангерман родился 25 апреля 1912 года в семье лесника. 4 года ходил в народную школу в Випперсхайме близ Херсфельда, затем посещал гимназии в Бад-Херсфельде и Айзенахе. В 1927 году сдал экзамены на аттестат зрелости. До 1930 года учился на токаря, но не смог найти работу и с 1930 по 1932 года был безработным. С 1929 по 1930 года был членом Гитлерюгенда. С марта по август 1930 года состоял в Штурмовых отрядах и 1 августа 1930 года перешёл в ряды СС. 1 ноября 1930 года вступил в НСДАП. С июня по август 1933 года служил в рабочем лагере СС в Трюглебене и до апреля 1934 года в охране аэродрома СС в Готе. Впоследствии работал токарем и сварщиком в частных фирмах. В декабре 1935 года был направлен на службу в отделение гестапо в Дессау. В 1938 году был переведён в отделение гестапо в Бад-Наухайме.
Весной 1941 года был откомандирован в саксонский город Бад-Дюбен, где присоединился к айнзацкоманде 9, входившей в состав айнзацгруппы B. Тангерман был руководителем части подразделения в Лепеле и в феврале 1942 года он отдал приказал организовать расстрел 1100 евреев в Лепельском гетто и сам руководил расстрелом. Со своей частью участвовал в акциях уничтожения в Друе, Браславе и других местах в гебитскомиссариате Глубокое в Белоруссии. С октября 1943 по апрель 1944 год был руководителем отделения полиции безопасности и СД в Радзыне. Осенью 1944 года  был переведён в Восточную Словакию в Спишска-Нова-Вес, где присоединился к команде особой назначения № 27, задействованной в подавлении Словацкого национального восстания. Это подразделение убило по меньшей мере 158 человек и депортировало 110 в концлагерь Освенцим и оттуда в Равенсбрюк.
В марте 1945 года, согласно его собственным показаниям, он попал в лазарет в Дессау. Тангерман бежал вместе со своей женой в Херсфельд, где в декабре 1945 года был арестован американцами и помещён в лагерь для интернированных в Дармштадте. В июле 1948 года был освобождён. 21 июня 1948 года в ходе процедуры денацификации был отнесён к 3-й группе «обременённых». Тангерман работал токарем, а позже техническим работником в машиностроительной компании в Бад-Херсфельде. В 1962 году против него было возбуждено расследование. 15 февраля 1965 года был арестован. 6 мая 1966 года земельным судом Западного Берлина за пособничество в убийстве жителей гетто в Лепеле был приговорён к 6 годам заключения в тюрьме строгого режима. В сентябре 1969 года был освобождён условно-досрочно. После освобождения работал до выхода на пенсию в 1976 году монтёром у своего бывшего работодателя в Бад-Херсфельде.